# La zona d'interesse
La zona d'interesse (The Zone of Interest) è un film drammatico del 2023 scritto e diretto da Jonathan Glazer, vincitore di due premi Oscar: miglior film internazionale e miglior sonoro.
La pellicola, adattamento cinematografico dell'omonimo romanzo del 2014 scritto da Martin Amis, è stata presentata in concorso al Festival di Cannes 2023.
Il film è stato inoltre definito uno dei cinque migliori film internazionali in assoluto del 2023 secondo il National Board of Review.

## Trama
1942. Rudolf Höß, l'SS a comando del campo di concentramento di Auschwitz, sua moglie Hedwig e i loro cinque figli vivono tranquillamente la propria "idilliaca" quotidianità all'interno della cosiddetta "zona di interesse" (Interessengebiet), un'area di circa 25 miglia attorno al campo di concentramento, ignorando volutamente gli spari, le urla e rumori di treni e fornaci provenienti dall'altra parte del muro che divide casa e campo. Rudolf porta i figli a nuotare e a pescare mentre alcuni detenuti lo aiutano con i lavori più pesanti, invece Hedwig cura il giardino, che ha progettato lei stessa, e si occupa della casa aiutata da alcune ragazze polacche, una delle quali, la notte, esce di nascosto dalla casa per nascondere del cibo nei luoghi di lavoro dei prigionieri; inoltre, occasionalmente, gli effetti personali dei prigionieri (abiti, gioielli o cosmetici) vengono consegnati agli Höß, che se ne appropriano incuranti della loro provenienza (es.: una delle figlie si mette a dieta pur di indossare un abito pur sapendo che l’ex proprietaria, in quel momento, stia morendo di fame).
Col tempo, mentre il campo diventa sempre più efficiente con Rudolf che approva il progetto di un nuovo crematorio realizzato da J.A. Topf und Söhne e il giardino della casa diventa sempre più rigoglioso e fiorito grazie a Hedwig, la famiglia incappa nei primi inconvenienti del vivere così vicina al campo: prima i bambini entrano in contatto con le ceneri umane disperse nel fiume dove stanno pescando e, in seguito, la madre di Hedwig, giunta in visita, se ne va di nascosto (lascia un biglietto alla figlia, che lei brucia irritata) perché sconvolta dalle fiamme del crematorio visibili dalla camera delle bambine.
A novembre, Höß riceve l’ordine di trasferirsi a Oranienburg, vicino a Berlino, così Hedwig, scontenta della notizia, gli chiede di convincere i suoi superiori a lasciare che lei e i bambini rimangano in quella casa, seppur ciò significhi che rimarrà lontana dal marito per vari mesi. Mentre Höß, prima di partire, ha un rapporto sessuale con una ragazza, la richiesta di Hedwig viene accolta permettendo a lei e ai bambini di continuare la propria vita in quello che loro definiscono il loro piccolo "paradiso".
Arrivato a Berlino, Höß viene incaricato da Oswald Pohl di dirigere l’Aktion Höß, un’operazione a lui intitolata che consiste nel trasporto di 700.000 ebrei ungheresi nei diversi campi di concentramento del Reich, e che permetterà all'uomo di tornare ad Auschwitz e ricongiungersi alla sua famiglia.
Dopo la festa organizzata dall'Ufficio centrale economico e amministrativo delle SS, Höß, che ha passato la serata pensando al modo più efficace per gassare tutti i partecipanti, ha dei conati di vomito così, cercando di scoprire se qualcuno l'ha visto, scruta i corridoi che si trasformano nel Museo statale di Auschwitz-Birkenau, in cui delle inservienti passano tra le camere a gas, i forni crematori e le stanze in cui sono conservate le migliaia di oggetti personali delle vittime per pulire.

## Produzione

### Sviluppo
Il film è una co-produzione anglo-polacca-americana, incominciata già nel 2014, dopo che il regista inglese Jonathan Glazer aveva finito di realizzato il suo film precedente, Under the Skin (2013). Infatti, concluso quest'ultimo, Glazer si è imbattuto, su un quotidiano, in un'anteprima del romanzo di Martin Amis The Zone of Interest, uscito in quel periodo, e ne è rimasto talmente incuriosito che ha poi deciso di svilupparne la sceneggiatura per un film.
Glazer è rimasto affascinato dalla vicenda al punto che ha collaborato molto con il Museo di Auschwitz per analizzarne gli archivi e scoprire di più dei fatti raccontati nel libro. Il regista è poi anche partito per svolgere diverse visite ad Auschwitz e dintorni, dove in particolare è rimasto colpito dalla vecchia abitazione degli Höß, che era separata dal campo di sterminio soltanto da un muro in giardino.

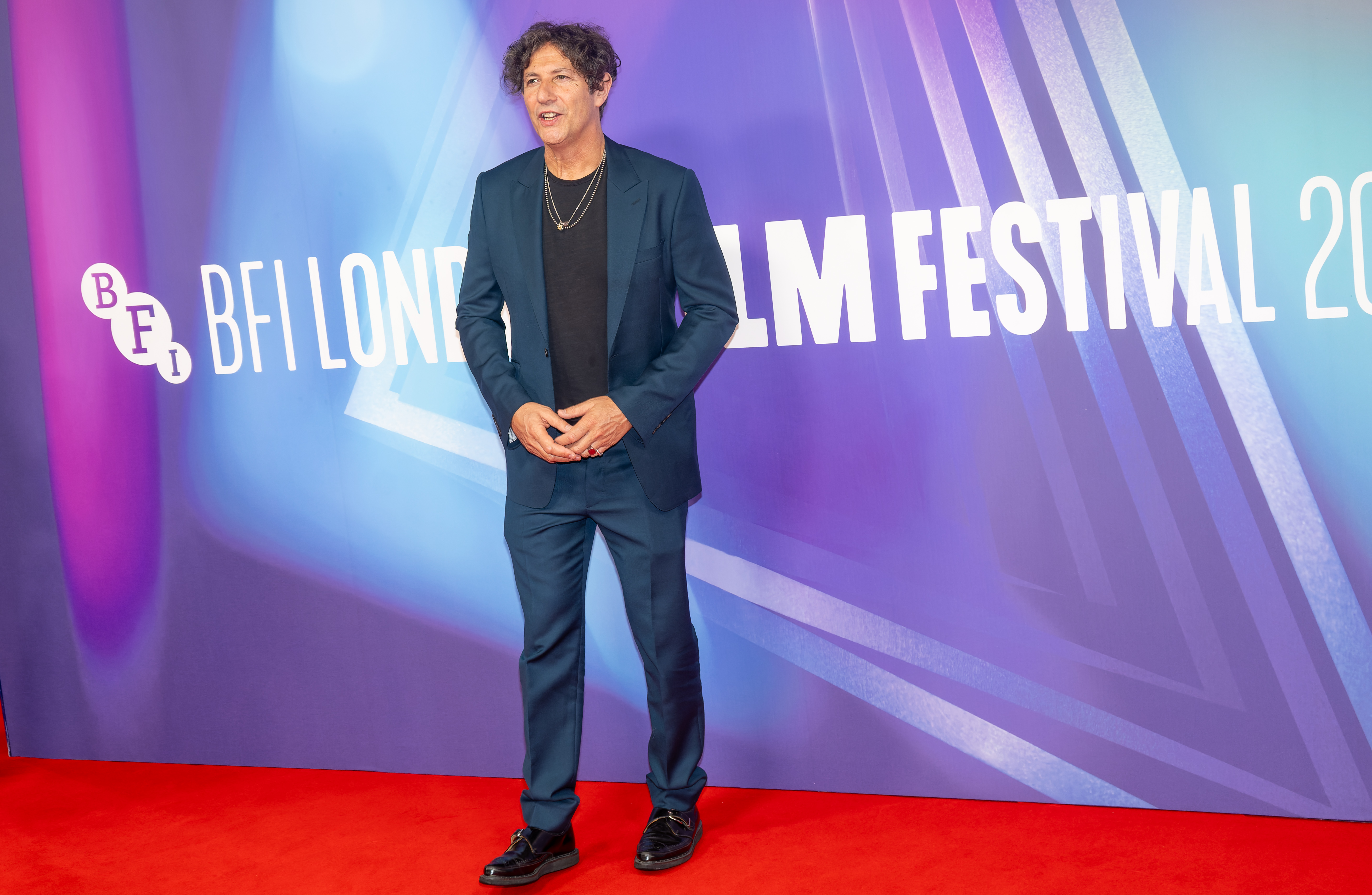
Il regista Jonathan Glazer alla premiere del film al London Film Festival

Glazer, secondo quanto dichiarato in seguito, ha voluto realizzare un film che ritraesse gli artefici dell'Olocausto e la vita quotidiana sostanzialmente normale che essi continuarono a vivere nonostante la strage in corso. Ha inoltre tentato di raccontare il periodo dell'Olocausto come un qualcosa non "di sicuro nel passato", ma "una storia del qui e ora, attraverso la lente del XXI secolo".

### Riprese
Le riprese si sono svolte nell'estate del 2021 interamente nelle zone circostanti ad Auschwitz. Ulteriori riprese sono state poi girate nel gennaio del 2022 nella città di Jelenia Góra, in Bassa Slesia (Polonia).
Il film è stato girato da Glazer e il direttore della fotografia Łukasz Żal, che hanno piazzato delle macchine da presa operate da remoto nella residenza degli Höß, ricostruita dallo scenografo Chris Oddy, utilizzando la luce naturale e permettendo agli attori di muoversi liberamente all'interno della scena mentre erano ripresi da più di dieci angolazioni contemporaneamente.

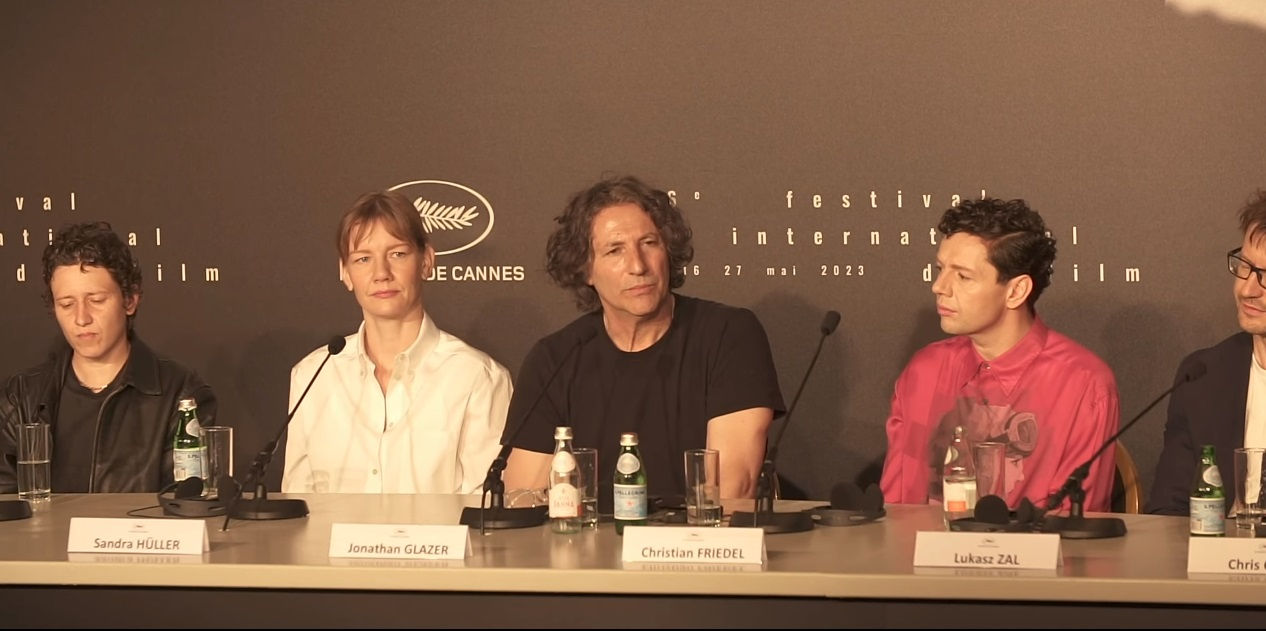
Il cast principale del film assieme al regista Glazer al Festival di Cannes

## Colonna sonora
La colonna sonora del film è stata composta dalla musicista britannica Mica Levi, che aveva già precedentemente collaborato con Glazer componendo la soundtrack del suo film Under the Skin.

## Distribuzione
La zona d'interesse è stato presentato in anteprima mondiale il 19 maggio 2023 in concorso al 76º Festival di Cannes.
Il film è stato successivamente distribuito nelle sale cinematografiche del Regno Unito il 2 febbraio 2024, e degli Stati Uniti d'America da parte di A24. È stato invece distribuito in Italia da I Wonder Pictures, a partire dal 22 febbraio seguente.

Inoltre, l'uscita del film ha coinciso con lo sviluppo del conflitto israelo-palestinese, e ha suscitato una grande reazione mediatica il discorso a tal proposito che ha pronunciato il regista Jonathan Glazer sul palco nel corso della serata di premiazione agli Oscar 2024, dopo aver ricevuto il premio:
"Ho voluto realizzare un film come La zona d'interesse per mostrare dove la disumanizzazione raggiunge il suo peggio... In questo momento, ci ritroviamo qui come uomini che confutano sia il proprio essere ebrei [Glazer è d'origine ebraica] sia il vero e proprio Olocausto in corso che ha portato al conflitto per così tante persone innocenti. Ecco: la disumanizzazione perpetrata dai tedeschi che ho tentato di ritrarre molto combacia come mai prima con la realtà di oggi, con la disumanizzazione che adesso stanno perpetrando sia Hamas delle sue vittime sia Israele della popolazione palestinese."

## Accoglienza

### Incassi
Il film ha incassato 52631884 $, di cui 4992516 € in Italia, con 754245 presenze.

### Critica
Il film è stato osannato dalla critica. Sul sito web Rotten Tomatoes il film ha una percentuale di gradimento del 93% sulla base di 347 recensioni, con un voto medio di 8.7/10. Su Metacritic il voto medio ponderato di 58 critici è di 92/100.
Ondacinema, riguardo al lavoro di Glazer, ha affermato: «La zona d'interesse propone allo spettatore un'osservazione raggelata ed entomologica, capace di resistere all'impassibilità dei personaggi per cogliere l'attimo in cui la normalità diventa affezione patologica». Cinefacts loda l'opera del cineasta inglese, sottolineando come «La zona d'interesse riesca incredibilmente a dare una rilevanza straordinaria allo sguardo che la Storia ha riservato all’Olocausto, mettendo in scena questa come fosse quasi un’entità soprannaturale che vive nel film».
Di parere opposto, il sito Cinematographe si è espresso nei seguenti toni: «A metà strada tra cinema documentaristico, biopic e thriller dell’anima, il quarto lungometraggio da regista dell’autore di Birth – Io sono Sean e Under The Skin, non convince appieno, pur riflettendo tra surrealismo ed intimismo».
Steven Spielberg in una intervista al The Hollywood Reporter lo ha definito «[...] il miglior film sull'Olocausto che abbia mai visto dopo il mio», aggiungendo che il film «sta facendo un ottimo lavoro di sensibilizzazione, soprattutto sulla banalità del male».

## Riconoscimenti
- 2024 – Premio Oscar
  - Miglior film internazionale
  - Miglior sonoro a Tarn Willers e Johnnie Burn
  - Candidatura per il miglior film
  - Candidatura per il miglior regista a Jonathan Glazer
  - Candidatura per la miglior sceneggiatura non originale

- 2024 – Golden Globe
  - Candidatura per il miglior film drammatico
  - Candidatura per il miglior film straniero
  - Candidatura per la migliore colonna sonora originale a Mica Levi

- 2024 – BAFTA
  - Premio miglior film britannico
  - Premio miglior film non in lingua inglese
  - Premio miglior suono
  - Candidatura per il miglior montaggio a Paul Watts
  - Candidatura per il miglior regista a Jonathan Glazer
  - Candidatura per la migliore attrice non protagonista a Sandra Hüller
  - Candidatura per la migliore fotografia a Łukasz Żal
  - Candidatura per la migliore sceneggiatura non originale a Jonathan Glazer
  - Candidatura per la migliore scenografia

- 2023 – Festival di Cannes[29]
  - Grand Prix Speciale della Giuria
  - Premio FIPRESCI (Concorso)
  - Cannes Soundtrack Award a Mica Levi
  - Prix CST de l'Artiste-Technicien a Johnnie Burn
  - In concorso per la Palma d'oro
- 2023 – European Film Awards
  - Premio miglior sonoro
  - Candidatura per il miglior attore a Christian Friedel
  - Candidatura per la miglior attrice a Sandra Hüller
  - Candidatura per il miglior film
  - Candidatura per il miglior regista a Jonathan Glazer
  - Candidatura per la migliore sceneggiatura a Jonathan Glazer
- 2023 – National Board of Review Award[30]
  - Migliori cinque film stranieri dell'anno